# Моторичко учење
Појам моторичко учење односи се на процес успостављања моторичке вештине, коју је могуће одредити као способност сигурног и складног извођења неког одређеног склопа покрета делова тела. Моторичка вештина укључује читав ланац сензорних, централних и моторичких механизама које је неопходно ускладити у процесу учења. Моторичко учење могло би се посматрати и као аспект моторне контроле повезан са процесом изградње нове акционе шеме или групе покрета.
Иако се моторичко учење методолошки може сматрати независним и посебним процесом у односу на друге типове учења и решавања проблема, формално гледано, оно на концептуалном нивоу припада категорији истих когнитивних процеса, процесима учења. Због свега тога процес моторичког учења има низ заједничких карактеристика са другим типовима учења :
- у питању је постепен процес који има више фаза;
- остварује се понављањима што омогућује формирање шеме покрета;
- степен свесне контроле моторичког деловања и потребна концентрираност за извођење опадају с временом, односно са увежбавањем;
- одликује се уочавањем и исправљањем грешака;
- одликује се процесом увиђања односно разумевања како ускладити покрет и

сл., дакле има јаку когнитивну компоненту.